# Поводья

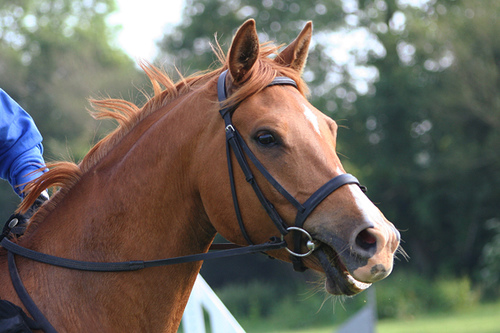

Поводья или повод — ремень (как правило, кожаный), пристегнутый концами к кольцам удил.
Являются средством управления передней частью корпуса лошади и основным средством управления лошади всадником в целом. Поводьями задают направление движению, замедляют или останавливают это движение. Также с их помощью и устанавливают правильное положение головы и шеи лошади.
Поводья обеспечивают контакт руки всадника со ртом лошади.